# Microryzomys
Genre
Microryzomys est un genre d'animaux de l'ordre des rongeurs. Il ne contient que deux espèces, toutes les deux endémiques des Andes.

## Liste des espèces
- Microryzomys altissimus (Osgood, 1933)
- Microryzomys minutus (Tomes, 1860)